# Setanta Sports
Setanta Sports est un groupe de télévision irlandais spécialisé dans les sports fondé en 1990 et diffusant dans 24 pays au travers de 12 chaînes. 
Les chaînes diffusent principalement du golf, du rugby à XV et du football. En 2009, le groupe a dû cesser ses activités au Royaume-Uni en raison de difficultés financières.